# يوجين ليفي
يوجين ليفي، (من مواليد 17 ديسمبر 1946) هو ممثل كندي، وكوميدي، وكاتب.

## مواقع خارجية
- يوجين ليفي على موقع IMDb (الإنجليزية)
- يوجين ليفي على موقع ميتاكريتيك (الإنجليزية)
- يوجين ليفي على موقع روتن توميتوز (الإنجليزية)
- يوجين ليفي على موقع قاعدة بيانات الأفلام العربية
- يوجين ليفي على موقع ألو سيني (الفرنسية)
- يوجين ليفي على موقع ميوزك برينز (الإنجليزية)
- يوجين ليفي على موقع أول موفي (الإنجليزية)
- يوجين ليفي على موقع قاعدة بيانات الأفلام السويدية (السويدية)
- يوجين ليفي على موقع إن إن دي بي (الإنجليزية)
- يوجين ليفي على موقع ديسكوغز (الإنجليزية)

1. ↑  MusicBrainz (بالإنجليزية), MetaBrainz Foundation, QID:Q14005